# Loretokapelle

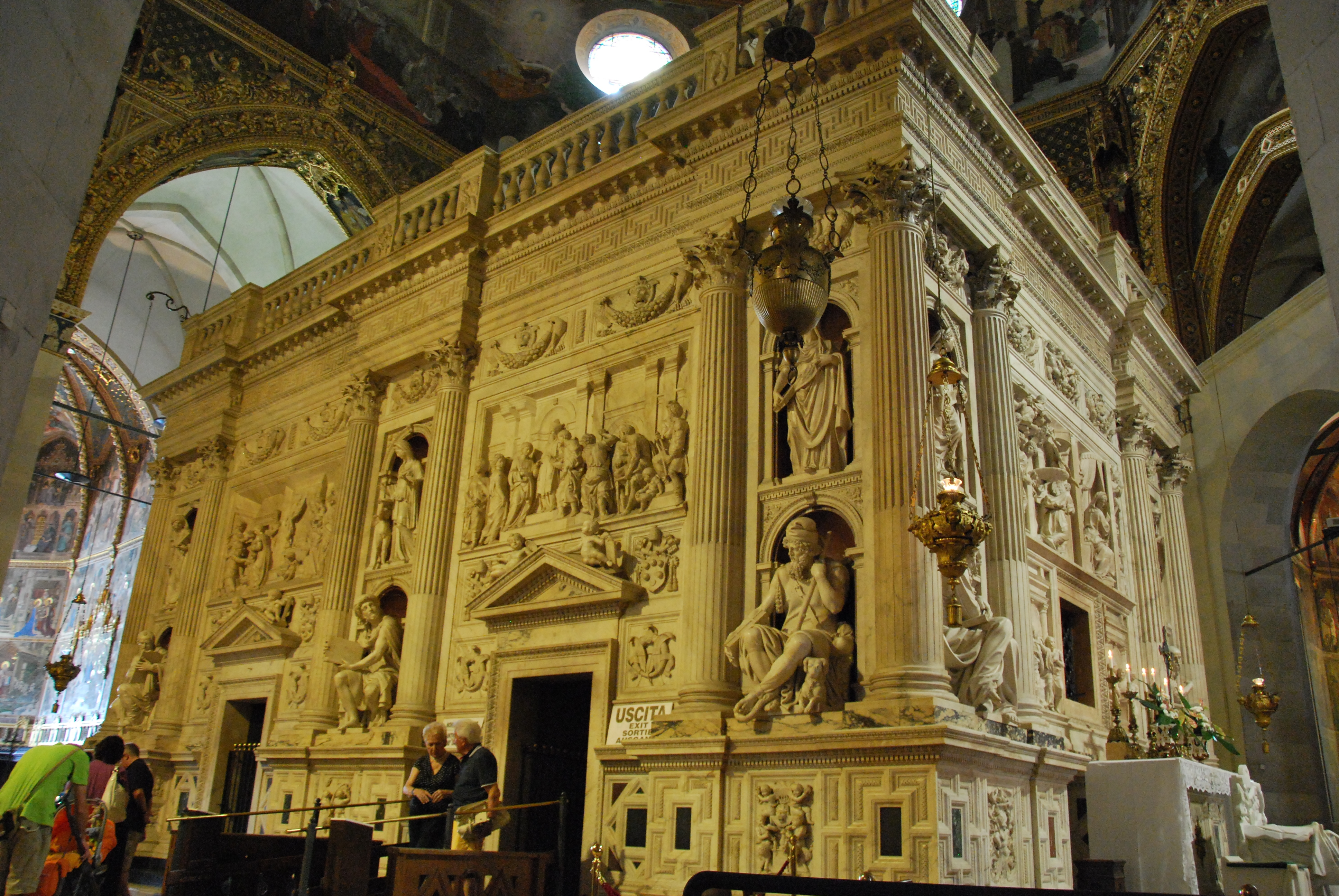
Das Heilige Haus innerhalb der Basilika von Loreto, außen verkleidet mit Marmorreliefs des 16. Jh.

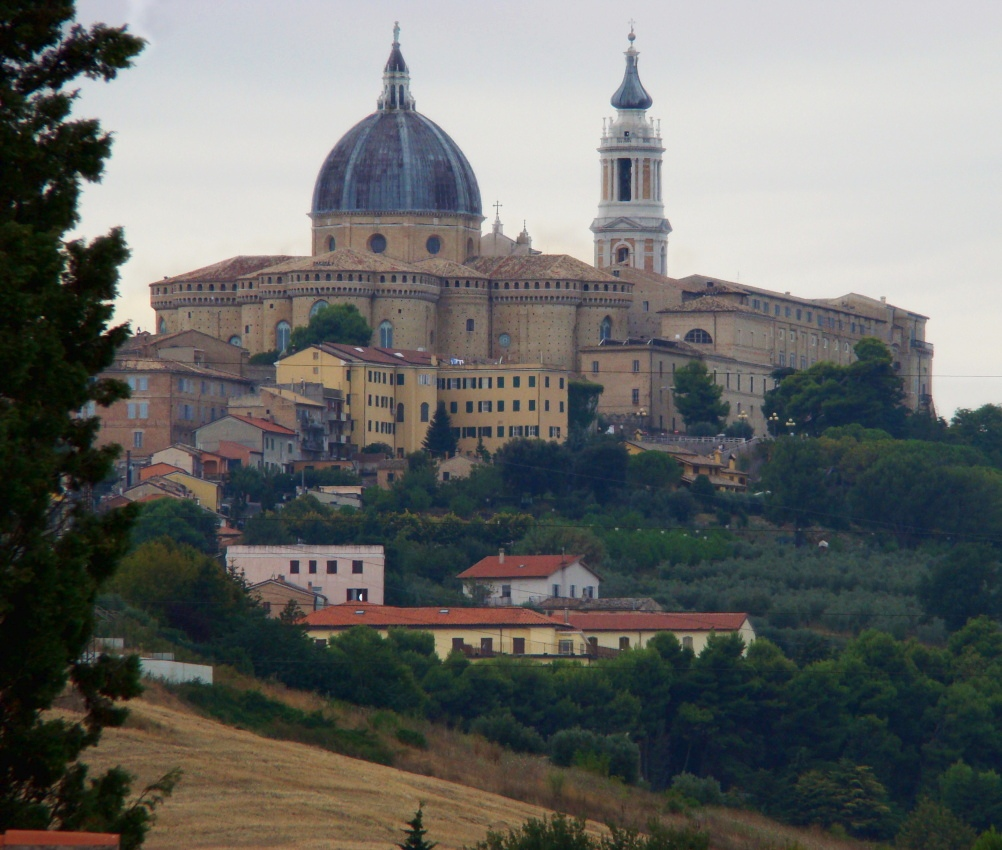
Basilika vom Heiligen Haus in Loreto (16. Jh.)

Eine Loretokapelle (auch Lorettokapelle, Loretokirche, Maria Loreto) ist ein dem Patrozinium Unserer Lieben Frau von Loreto unterstellter Sakralbau. In der Regel handelt es sich um eine architektonische Nachbildung der Santa Casa („Heiliges Haus“) innerhalb der Basilika vom Heiligen Haus in Loreto in dem italienischen Wallfahrtsort Loreto bei Ancona. Nach legendarischer Überlieferung sollen im 13. Jahrhundert Engel das Haus der Heiligen Familie von Nazareth nach Loreto in der heutigen Region Marken übertragen haben.

## Das Haus Mariens in Nazareth
Die seit dem 16. Jahrhundert zunächst in Italien und danach auch im restlichen Europa und in Übersee errichteten zahlreichen Loretokapellen wurden zu Ehren Unserer lieben Frau von Loreto errichtet, deren liturgischer Gedenktag am 10. Dezember ist. Als Vorbild für die Architektur und die Ausmalung dieser Kapellen diente in der Regel die sogenannte Santa Casa, das Heilige Haus, in dem Marienwallfahrtsort Loreto in der Nähe der italienischen Adriaküste. Diese seit dem 16. Jahrhundert von Marmorreliefs ummantelte kleine Kapelle steht heute innerhalb der Basilika vom Heiligen Haus in Loreto (Santuario Basilica Pontificia della Santa Casa di Loreto) und befindet sich bereits seit 1294 an dieser Stelle. Nach christlicher Tradition soll es sich dabei um die Bauelemente des einfachen Hauses handeln, in dem die Gottesmutter Maria in Nazareth gelebt hat und die nach legendärer Überlieferung im Jahr 1291 von Nazareth über Zwischenstationen nach Loreto (1294) transportiert worden sein sollen.
Archäologische Forschungen und Ausgrabungen in Nazareth von 1954 bis 1960 haben ergeben, dass im Anschluss an die heute noch vorhandene, in den Felsen gehauene Grotte ein einfaches Steinhaus ohne Fundamente gestanden hatte, dessen Maße mit denen der Santa Casa in Loreto vollkommen übereinstimmen. Die drei an die Grotte anschließenden Mauern ergaben einen Umfang von ca. 9,5 × 4 m.
Es liegen Hinweise vor, dass jüdische Christen bereits im 2. Jahrhundert dieses Haus und die dahinter liegende Grotte zu einem Ort der Verehrung gestaltet und darüber eine Kirche im Synagogenstil errichtet hatten. Auf diesen einfachen Bau folgte im 5. Jahrhundert eine dreischiffige Basilika. Um 1099 wurde von Kreuzfahrern auf den Trümmern der alten eine neue Kirche errichtet und 1170 in eine noch größere kreuzförmige Basilika umgebaut, und zwar mit einer Krypta, die das Haus Mariens umhüllte. Diese Kirche wurde 1263 durch den Statthalter von Sultan Baibars I. zerstört. In diesem Areal fanden sich Pilgerinschriften in griechischer Sprache bis zum Jahr 1289, die von der Zerstörung berichten. Außerdem fällt auf, dass die Pilger nach 1291 nicht mehr von dem Haus Mariens, sondern nur noch von der – ursprünglich – dahinter liegenden Grotte gesprochen haben. Diese in den Felsen gehauene Grotte wird heute noch in der modernen Verkündigungsbasilika in Nazareth als „Herberge Mariens“ verehrt.

## Die Legende von der Überführung nach Loreto
Nachdem Jerusalem 1244 von den Muslimen eingenommen und der letzte Kreuzzug gescheitert war, versuchten die Kreuzritter, von den Heiligen Orten des Christentums in Palästina zu retten, was noch zu retten war, darunter auch das „Haus Mariens“ in Nazareth. Nach einer im 15. Jahrhundert entstandenen Legende sollen Engel das kleine Haus, in dem Maria in Nazareth gewohnt hat, im Jahr 1291 von Nazareth zunächst nach Trsat / Tersatto (heute Ortsteil von Rijeka / Kroatien) und dann 1294 in die Nähe von Recanati bei Ancona transportiert haben. Dieser Bericht ist eine für die Zeit typische Wundererzählung, die im Jahr 1468 von dem damaligen Propst in Loreto, Pietro di Giorgio Tolomei aus Teramo aufgeschrieben wurde. Das „Heilige Haus“ gelangte dann von Recanati nach Loreto, wo man es zu einer Kapelle umbaute und Santa Casa von Loreto nannte, wahrscheinlich nach dem dortigen Lorbeerhain (lat. lauretum).

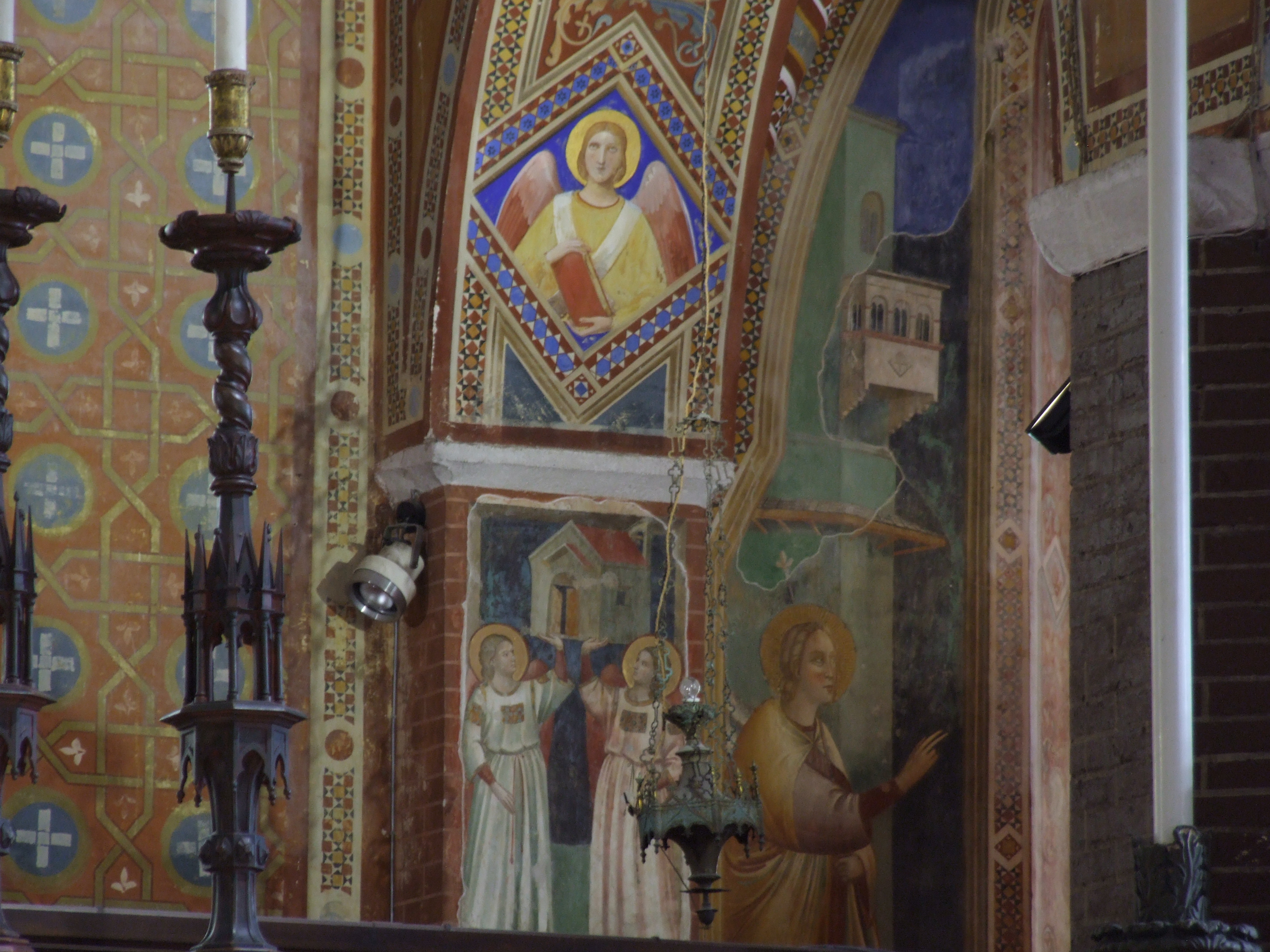
Zwei Engel tragen das Heilige Haus, Fresko in der Kirche San Marco in Jesi bei Ancona (um 1350) – Bild a)
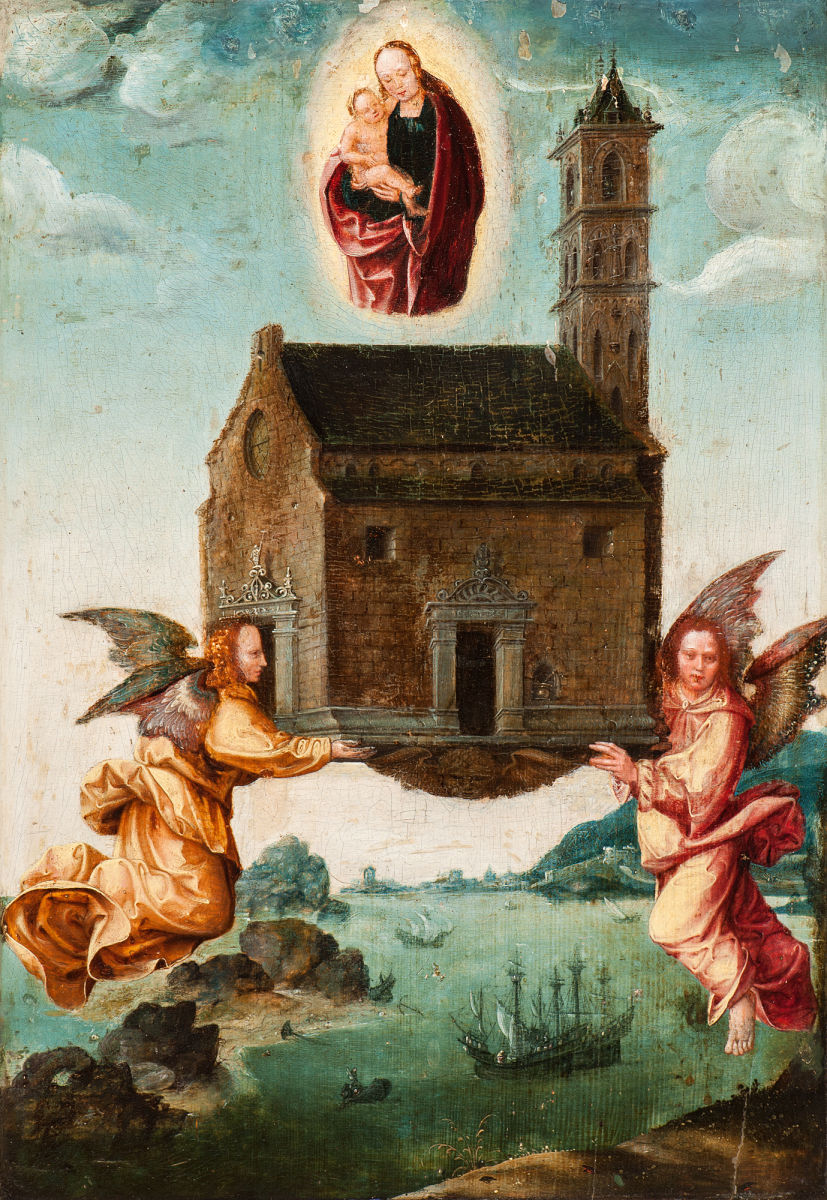
Überführung des Heiligen Hauses, wahrscheinlich Brügge, 1. Hälfte 16. Jh. – Bild c)
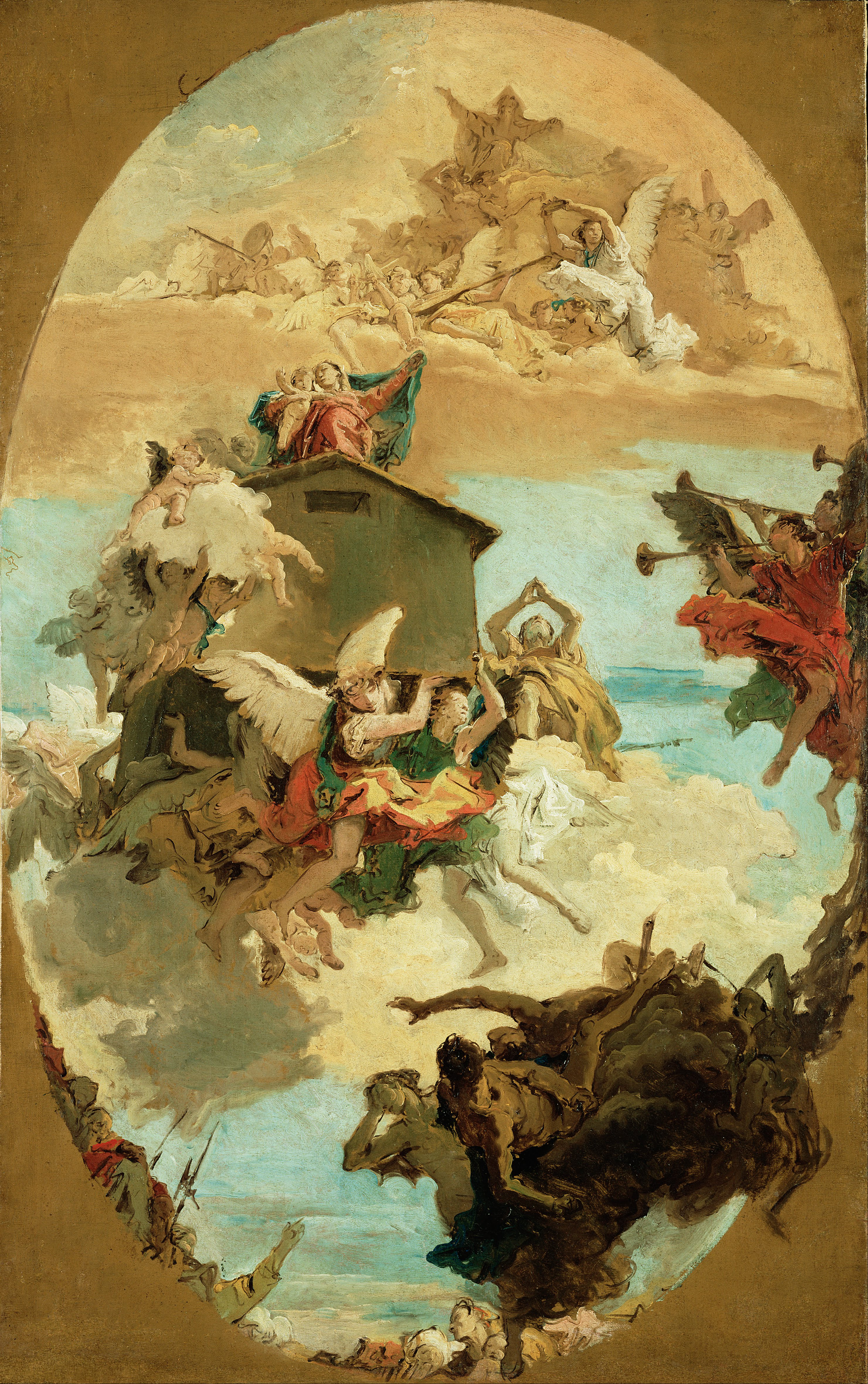
Tiepolo: Flug des Marienhauses nach Loreto, Entwurf für Deckenfresco der Kirche Santa Maria degli Scalzi in Venedig (1743) – Bild m)
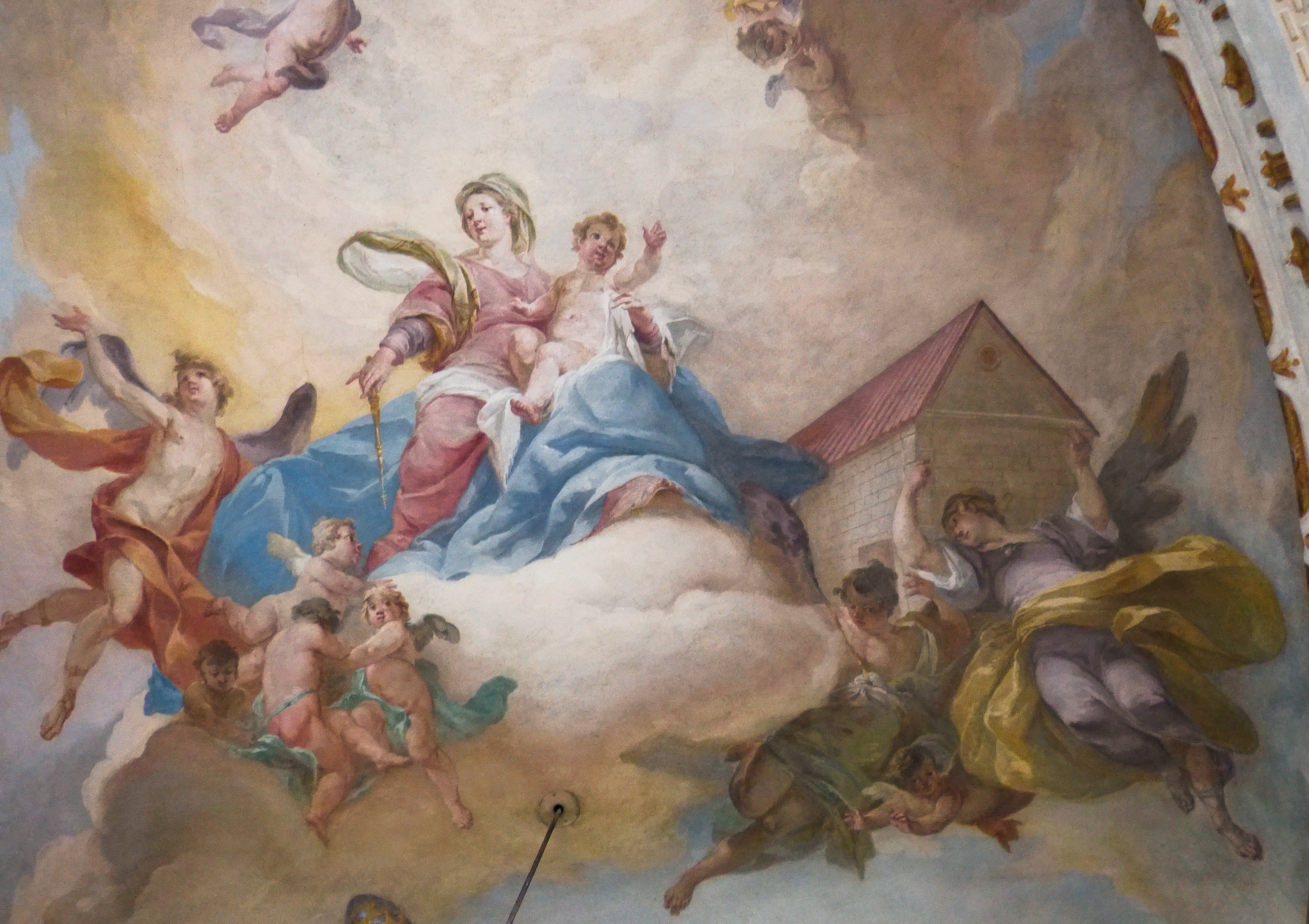
Überführung des Marienhauses, Johann Wolfgang Baumgartner, Augsburg 1758 – Bild o)

## Die Übertragung des Heiligen Hauses nach Loreto
Zu den Teilen des Heiligen Hauses in Nazareth, die im 13. Jahrhundert überführt worden sind, gehören vor allem die Steine aus den unteren Lagen der drei Umfassungsmauern, die an die Grotte von Nazareth angebaut waren.
Die beiden Stränge der Legende von der Übertragung des Heiligen Hauses von Nazareth über das Mittelmeer, nämlich entweder von Engeln durch die Lüfte getragen oder per Schiff unter der Begleitung von Engeln transportiert, werden bereits seit dem 14. Jahrhundert in künstlerischen Darstellungen kommentiert, von denen die bedeutendsten hier genannt werden sollen:
(a) Um 1350: Zwei stehende Engel tragen das Heilige Haus, Fresko im rechten Seitenschiff der Chiesa di San Marco in Jesi bei Ancona (Bild a).
(b) 15./16. Jh.: Holzschnitt mit dem von Engeln getragenen Heiligen Haus, heute im Castello Sforzesco in Mailand.
(c) Anfang 16. Jh.: Überführung des Heiligen Hauses nach Loreto, wahrscheinlich aus Brügge stammend, Öl auf Holz, 54 × 37 cm (Bild c).
(d) Um 1530: Übertragung der Santa Casa, Relief an der Marmorverkleidung des Heiligen Hauses in Loreto von Francesco Da Sangallo.
(e) 1532: Übertragung des Heiligen Hauses, Kupferstich nach dem Vorbild der Marmorverkleidung in der Basilika von Loreto.
(f) 1567: Transport des Heiligen Hauses, Kupferstich von Joannes Baptista de Cavalleriis aus dem Wolf-Dietrich-Klebeband „Städtebilder“ (Universitätsbibliothek Salzburg).
(g) 16. Jh.: Übertragung des Heiligen Hauses, Relief in der Basilika von Loreto.
(h) 1604–1605: Michelangelo Merisi da Caravaggio, Unsere Liebe Frau von Loreto
(i) 16./17. Jh.: Cesare Nebbia, Übertragung der Santa Casa, Rom, Vatikanische Museen.
(j) Um 1740: Joseph Sebastian und Johann Klauber: Gnadenbild von Loreto mit Auszügen aus der Lauretanischen Litanei und der Übertragung des „Heiligen Hauses“, Augsburg.
(k) 1743: Flug des Marienhauses nach Loreto, Gemälde von Giambattista Tiepolo als Entwurf für ein Deckenfresco der Kirche Santa Maria di Nazareth (Scalzi) in Venedig, heute im J. Paul Getty Museum (Original in Venedig 1915 zerstört).
(l) Um 1744: „Salzburger Entwurf“ für dieses Deckenfresko von Giambattista Tiepolo, Salzburger Barockmuseum.
(m) Um 1744: Flug des Marienhauses nach Loreto, Gemälde von Giambattista Tiepolo, Accademia (Venedig) – (Bild m).
(n) 1755: Unsere Liebe Frau mit der Santa Casa von Engeln getragen, Gemälde von Francesco Foschi,
Museo Antico Tesoro, Loreto.
(o) 1768: Überführung des „Heiligen Hauses“ nach Loreto, Deckenfresko von Johann Wolfgang Baumgartner in der Beichtkapelle der Wallfahrtskirche St. Maria von Loreto auf dem Kobel in Westheim (Neusäß) bei Augsburg (Bild o).
(p) Um 1770: Überführung des Heiligen Hauses nach Loreto, Fresko in der Loretokapelle in Oberglogau, Oberschlesien (Domek loretański w Głogówku, Polen).

## Beschreibung und Ausstattung der Santa Casa
Das Heilige Haus in Loreto besteht aus einem längsrechteckigen Raum mit den drei Originalwänden, die im unteren Teil aus Natursteinen gemauert und darüber mit Ziegelmauerwerk ergänzt sind. Es hat – wie vorher in Nazareth – kein Fundament und besitzt dieselben Maße (32 Fuß lang, 10 Fuß breit und 18 Fuß hoch). Die verwendeten Natursteine kommen in dieser Gegend nicht vor; die Steinoberflächen sollen mit einer speziellen Technik bearbeitet sein, die bei den Nabatäern, einem Nachbarvolk der Hebräer, angewendet worden sind; auch im Übrigen entsprach dieses kleine Haus nicht der örtlichen Bautradition in der Region Marken, sondern der im damaligen Palästina üblichen Bauweise.
An der Nord- und Südwand befindet sich je ein Zugang; der verhältnismäßig dunkle Innenraum erhält Licht nur durch ein kleines Fenster in der Westwand. An den drei Wänden des Originalbaus sollen sich spärliche Reste einer älteren Bemalung befunden haben; die Decke sei himmelblau und mit goldenen Sternen verziert gewesen. Die aus Ziegelstein bestehenden Wandteile wurden dann im 14. und 15. Jahrhundert mit Fresken der umbrischen Schule geschmückt und 1625 noch einmal überarbeitet; davon sind aber seit dem Brand 1921 in der Kapelle nur noch Überreste erhalten, u. a. Maria mit Kind sowie die Heiligen Bartholomäus, Antonius der Einsiedler, Ritter Georg und Katharina von Alexandrien. Das byzantinische Kreuz neben dem Engelsfenster, das im Stil von Giunta Pisano (13. Jh.) gemalt war, blieb in den wesentlichen Teilen erhalten.

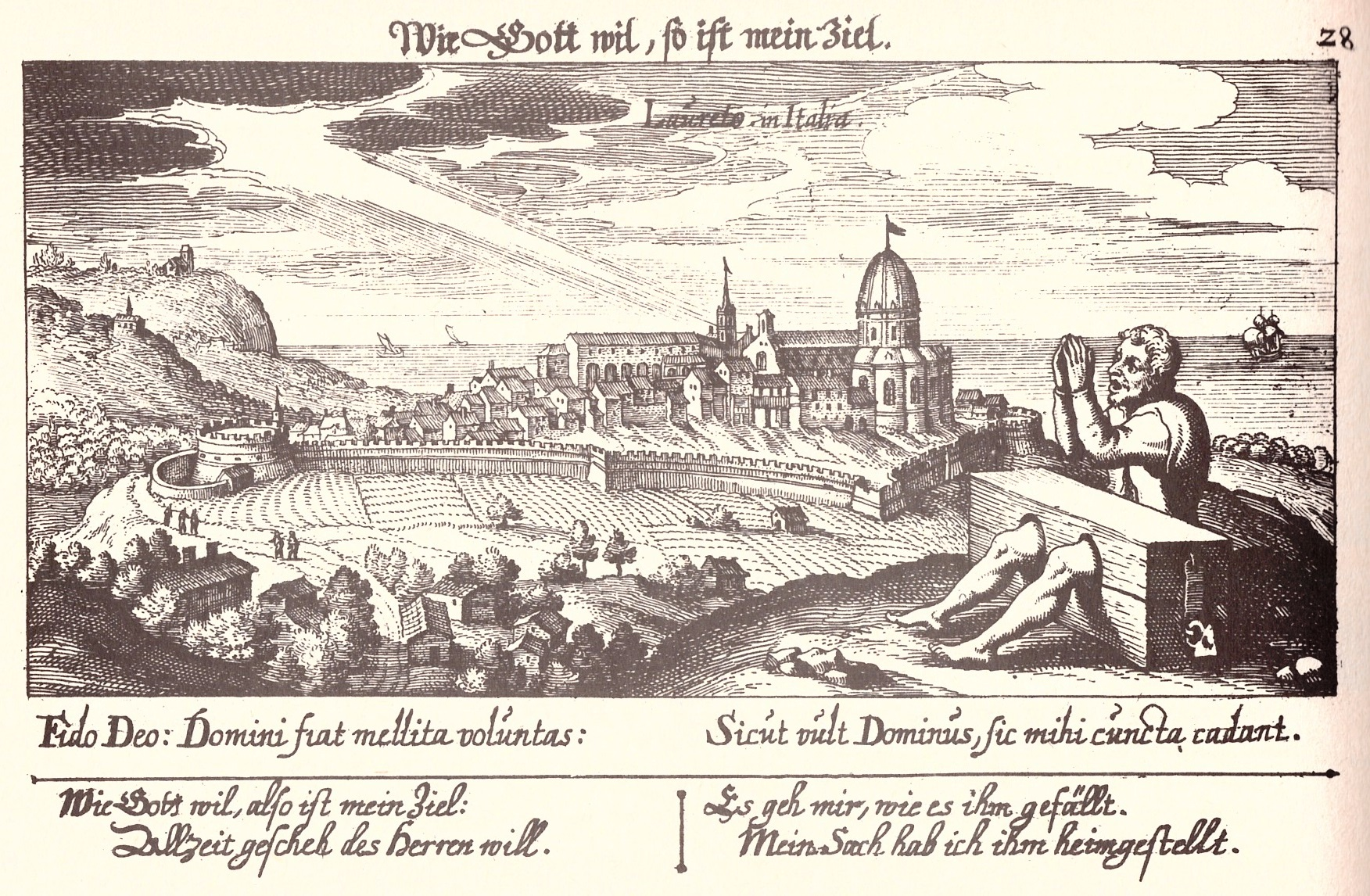
Daniel Meisner: Politisches Schatzkästlein, Laureto in Italia, 1625

Das Heiligtum musste bereits sehr früh durch Mauern und Türme geschützt werden. Ab 1468 wurde es mit der Basilika vom Heiligen Haus in Loreto überbaut. 1536 erhielt die Santa Casa auch ein Gewölbe. Die großartige Gesamtanlage von Basilika und Klostergebäuden auf dem Hügel über der Stadt Loreto zeigt der Kupferstich Laureto in Italia von Daniel Meisner aus dem Jahr 1625.
Das eigentliche Marienhaus, die Santa Casa, steht unter der mächtigen Kuppel im Zentrum der Basilika, umgeben von dreizehn Kapellen, die von verschiedenen Nationen gestiftet und ausgestaltet wurden, darunter auch eine deutsche Kapelle. In den Jahren 1511 bis 1534 wurde um die Santa Casa herum eine monumentale Marmorverkleidung errichtet. Nach den Plänen von Donato Bramante fertigten italienische Künstler dafür Reliefs mit Darstellungen aus dem Marienleben sowie Statuen von Propheten und Sibyllen in rundbogigen Nischen. Dadurch erhielt die Santa Casa den Charakter eines riesigen Reliquienschreins.
In der Anfangszeit wurde in der Santa Casa eine Marienikone verehrt. Weil diese durch den ständigen Rauch der Opferkerzen und Öllampen unkenntlich geworden war, ersetzte man sie Anfang des 16. Jahrhunderts durch eine geschnitzte Statue, die dann ebenfalls durch den Rauch geschwärzt wurde. Nach deren Zerstörung bei dem Brand von 1921 musste auch diese ersetzt werden durch eine von Leopold Celani aus dem Holz einer Libanonzeder geschnitzte Skulptur (140 cm hoch), bei der die Inkarnatteile künstlich dunkel gefärbt wurden, um das gewohnte Bild der Schwarzen Madonna beizubehalten. Es ist eine in Dalmatik gekleidete Madonna mit Kind, beide mit goldener Krone, über denen die Taube des Heiligen Geistes im Strahlenkranz schwebt.

## Historischer Hintergrund und neue Forschungen

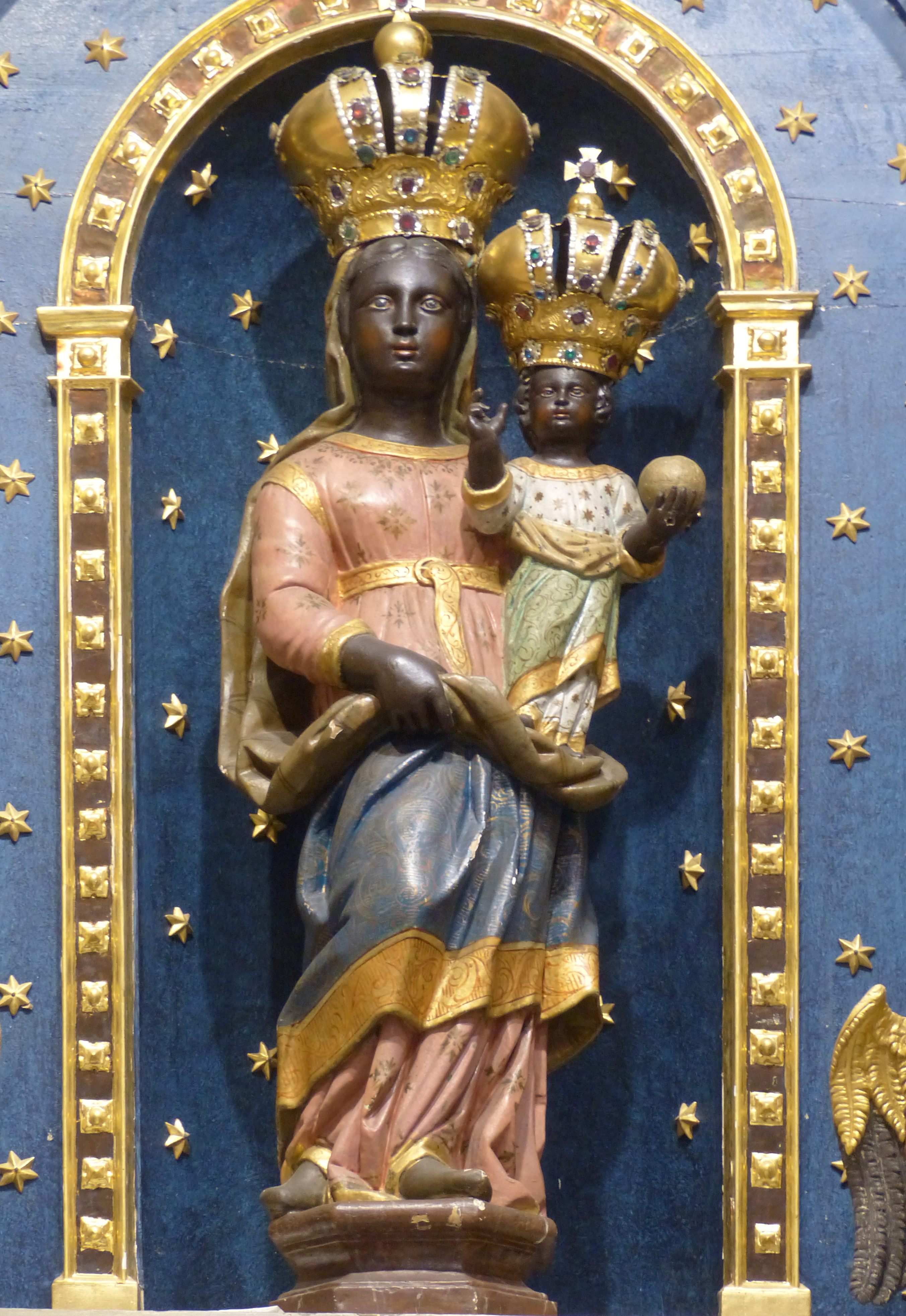
Jungfrau von Loreto, Loretokapelle in Thyrnau (Niederbayern)

Archäologen und Kunsthistoriker haben sich mit den überlieferten Halbwahrheiten und der Legendenbildung nicht zufriedengegeben, sondern sowohl die Geschichte des „Heiligen Hauses“ in Nazareth als auch die fromme Legende von der Übertragung des Hauses nach Loreto durch Engel näher untersucht. Zu den wichtigsten Quellen gehören die archäologischen Forschungen von 1954 bis 1960 in Nazareth sowie von 1962 bis 1965 in Loreto. Für den Bau in Loreto wurde festgestellt, dass er entgegen der örtlichen Bautradition kein Fundament hat und wegen seiner Baustruktur in der Provinz Marken untypisch ist. Die Orientierung der Kapelle mit der Tür im Norden und dem Fenster im Westen passt ebenfalls nicht in die Marken, lässt sich aber durch den früheren Standort in Nazareth erklären. Die vierte Wand im Osten war in Nazareth nicht erforderlich, weil das kleine Haus zur Grotte hin offen war, wurde aber in Loreto durch eine Apsis geschlossen.
Von besonderer Bedeutung ist ein 1900 in den Archiven des Vatikans aufgefundenes Dokument über die Schenkung der „heiligen Steine“ im Jahr 1294, ergänzt durch das 1985 publizierte Chartularium culisanense, einer Sammlung von Urkunden der Adelsfamilie der Angeloi. In diesen Dokumenten wird von einem Nikephoros Angeloi berichtet, der „heilige Steine, die aus dem Haus Unserer Lieben Frau … weggenommen worden sind“, seiner Tochter Thamar im Jahr 1294 geschenkt hat.
Älter als die Legende von den Engeln, die das „Heilige Haus“ durch die Lüfte über das Mittelmeer getragen haben sollen, sind vereinzelte Berichte, nach denen die Übertragung durch Menschen auf einem Schiff erfolgt sei, was durch Holzschnitte und Fresken aus dem 15. und 16. Jahrhundert belegt werde. Diese Abbildungen zeigen das „Heilige Haus“ auf einem Schiff, das von Engeln begleitet wird.
Auch in Loreto fanden sich zahlreiche Hinweise auf Nazareth. Auf den untersuchten Steinen der Santa Casa entdeckte man griechische Inschriften und christliche Graffiti mit hebräischen Buchstaben, aber keinerlei Inschriften in lateinischer oder italienischer Sprache. In Loreto wurden unter dem Bau der Santa Casa zwei mittelalterliche Münzen gefunden, die auf die byzantinische Adelsfamilie der Angeloi hindeuten, außerdem fünf rote Stoffkreuze von Mänteln der Kreuzritter, die in einer Aushöhlung unter dem so genannten Engelsfenster eingemauert waren.

## Der historische Kern der Legende
Auf der Grundlage dieser Tatsachen, Querverbindungen und Hinweise sowie unter Auswertung der vorliegenden Fachliteratur hat Thaddäus Küppers folgenden Geschichtsverlauf rekonstruiert:
Um das „Heilige Haus“ vor der im Jahr 1291 drohenden Zerstörung durch den sich ausbreitenden Islam zu bewahren, wurde es in Teile zerlegt und per Schiff zunächst nach Tersatto in Illyrien gebracht. Für die Translation waren wahrscheinlich die Kreuzfahrer verantwortlich, unter ihnen vor allem die Familie des in dem vatikanischen Dokument genannten Nikephoros I. aus der in Epirus ansässigen byzantinischen Adelsfamilie der Angeloi. Der (griechische) Familienname Angeloi (im Lateinischen angeli) bedeutet „Engel“. Nikephoros war der Sohn von Michael II., zu dessen Ahnen die Komnenen gehörten. Aus dem Dokument ergibt sich, dass Nikephoros die „heiligen Steine“ seiner Tochter Thamar Angelina Komnene aus Anlass ihrer Hochzeit mit Philipp I. von Tarent, dem Sohn von König Karl II. (Neapel), als Mitgift geschenkt hatte. Die Hochzeit soll zwischen August und Oktober des Jahres 1294 in den Abruzzen stattgefunden haben.
Auf diese Weise könnten die „heiligen Steine“ durch die Angeloi (= Engel) in die Nähe von Recanati, dem heutigen Loreto bei Ancona an der Adriaküste und damit in den damaligen Kirchenstaat gelangt sein. So glaubt man mit einiger Sicherheit den Nachweis dafür erbracht zu haben, dass die Steine der Santa Casa in Loreto zusammen mit der Felsengrotte in Nazareth einmal das sogenannte „Haus Mariens“ gebildet haben. Das könnte bedeuten, dass auch diese Legende einen historischen Kern besitzt. „Ob die Mutter Jesu je in diesem Haus lebte und hier die Verkündigung erfahren hat, ist (allerdings) eine Frage des Glaubens.“ Die katholische Kirche hält sich in diesen Fragen mit einem abschließenden Urteil zurück.

## Verbreitung der Verehrung derSanta Casa
Die Verehrung der Santa Casa verbreitete sich vor allem seit 1450 über die Region der Marken und den damaligen Kirchenstaat hinaus. Loreto wurde zu einem bedeutenden Wallfahrtsort, den zahlreiche Pilger aus nah und fern aufsuchten. Bei den Andachten vor dem Gnadenbild in Loreto soll die Lauretanische Litanei (lat. Litania lauretana = Litanei aus Loreto) mit den bildhaften Anrufungen der Gottesmutter Maria erstmals 1531 in der überlieferten Form gesungen worden sein. Dieser auf mittelalterliche Wurzeln zurückgehende Wechselgesang hat dann von Loreto (lat. lauretum) seinen Namen erhalten.
Vor allem im deutschen Sprachraum sind die Loretokapellen nach dem architektonischen Typus der Santa Casa von Loreto nachgebaut worden, was bei einigen Kapellen bis heute außen und innen noch sichtbar ist. Die Bauweise des Originals wurde als Architekturkopie möglichst genau nachgeahmt, weil dem Bauwerk auf diese Weise nach allgemeiner Ansicht die Funktion eines Reliquiars zukam, das an Stelle der Santa Casa auf kürzeren Wallfahrten erreicht und hierzulande verehrt werden konnte. Bei diesen Nachbauten hat man festgestellt, dass die Nachbildung des Innenraums mit den historischen Freskenresten aus Loreto für die Verehrung wesentlicher war als die äußere architektonische Gestaltung. Der nachgebildete Innenraum der Santa Casa machte die vielen Loretokapellen zum eigentlichen begeh- und erlebbaren Reliquiar.
Veranlassung zum Bau der Loretokapellen war häufig ein Gelübde oder die Dankesbezeigung eines Pilgers nach Rückkehr von einer Wallfahrt zur Santa Casa in Loreto. Die Errichtung von Loretokapellen gehörte auch zur Bewegung der Gegenreformation; ihr Bau wurde vor allem von den Jesuiten und den Karmeliten gefördert. Einige Loretokapellen erweiterte man später zu Kirchen. Seit dem 16. Jahrhundert ist Loreto der nach Rom bedeutendste Wallfahrtsort in Italien. Zu den Besuchern gehörten Regenten, Päpste, Geistliche, Gelehrte, Künstler, Schriftsteller, Heerführer usw., darunter Kaiser Karl IV., und Ferdinand II., Christoph Kolumbus, Galileo Galilei, Miguel de Cervantes, Giambattista Tiepolo, Michel de Montaigne, Torquato Tasso, René Descartes, Wolfgang Amadeus Mozart, Napoleon Bonaparte, aber auch zahlreiche Heilige wie Karl Borromäus, Ignatius von Loyola, Franz Xaver, Petrus Canisius, Franz von Sales, Therese von Lisieux sowie viele Päpste, zuletzt Johannes XXIII., Paul VI., Johannes Paul II. und Benedikt XVI.
Nur wenn man diese Vorgeschichte des „Heiligen Hauses“ kennt, wird man verstehen können, warum in Zentraleuropa seit Ende des 15. Jahrhunderts so viele Loretokapellen mit der eigenartigen Bauweise und der typischen Ausstattung entstanden sind.

## Liste der bedeutendsten Kapellen und Kirchen
(mit Gründungsdaten, bei den ältesten Kapellen markiert)
♁ …  Basilica minor
♁ … bedeutende Wallfahrtskirche

### Deutschland

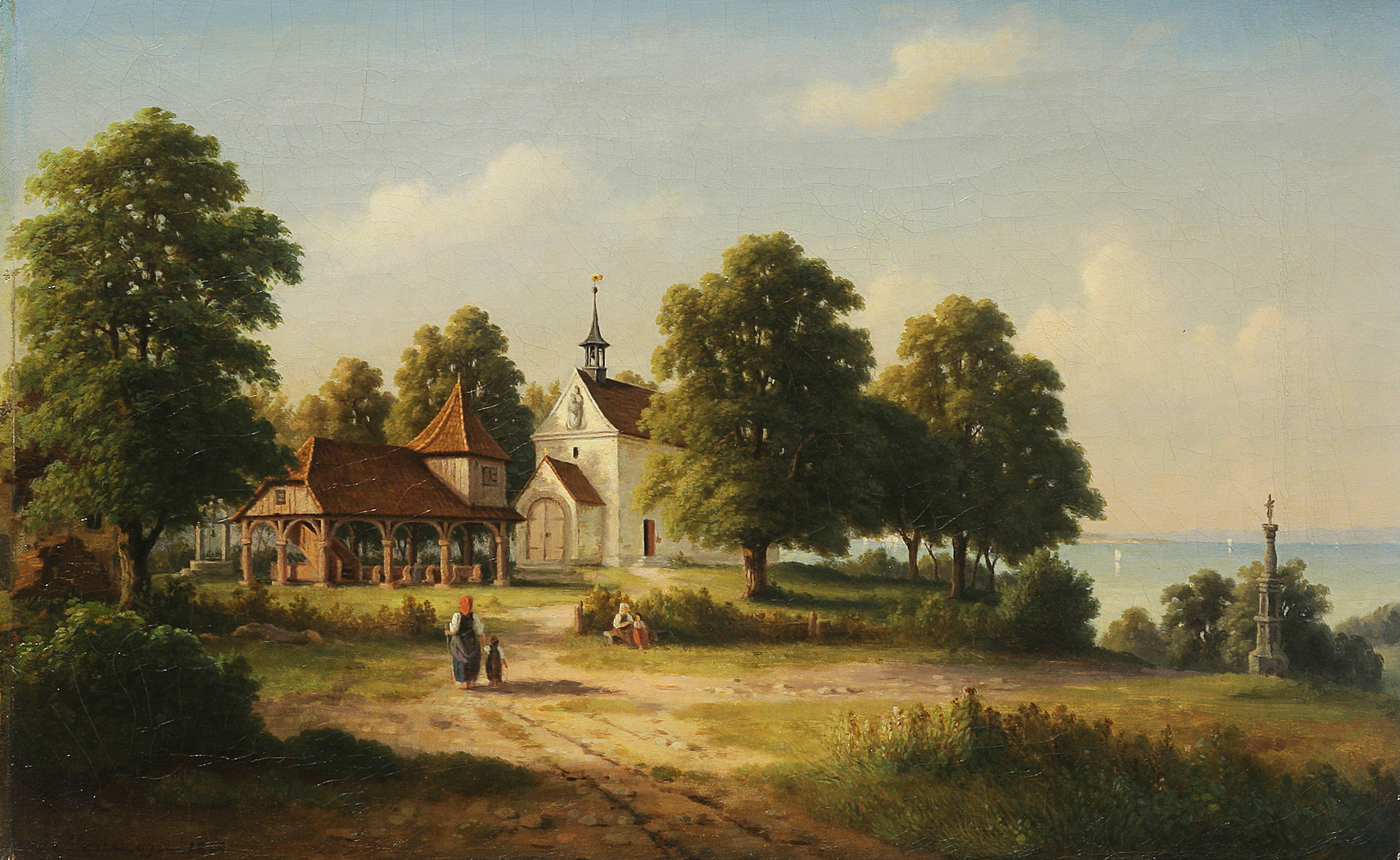
Lorettokapelle (1637) auf dem Staaderberg in Konstanz-Allmannsdorf (Joseph Moosbrugger, Konstanz 1865)

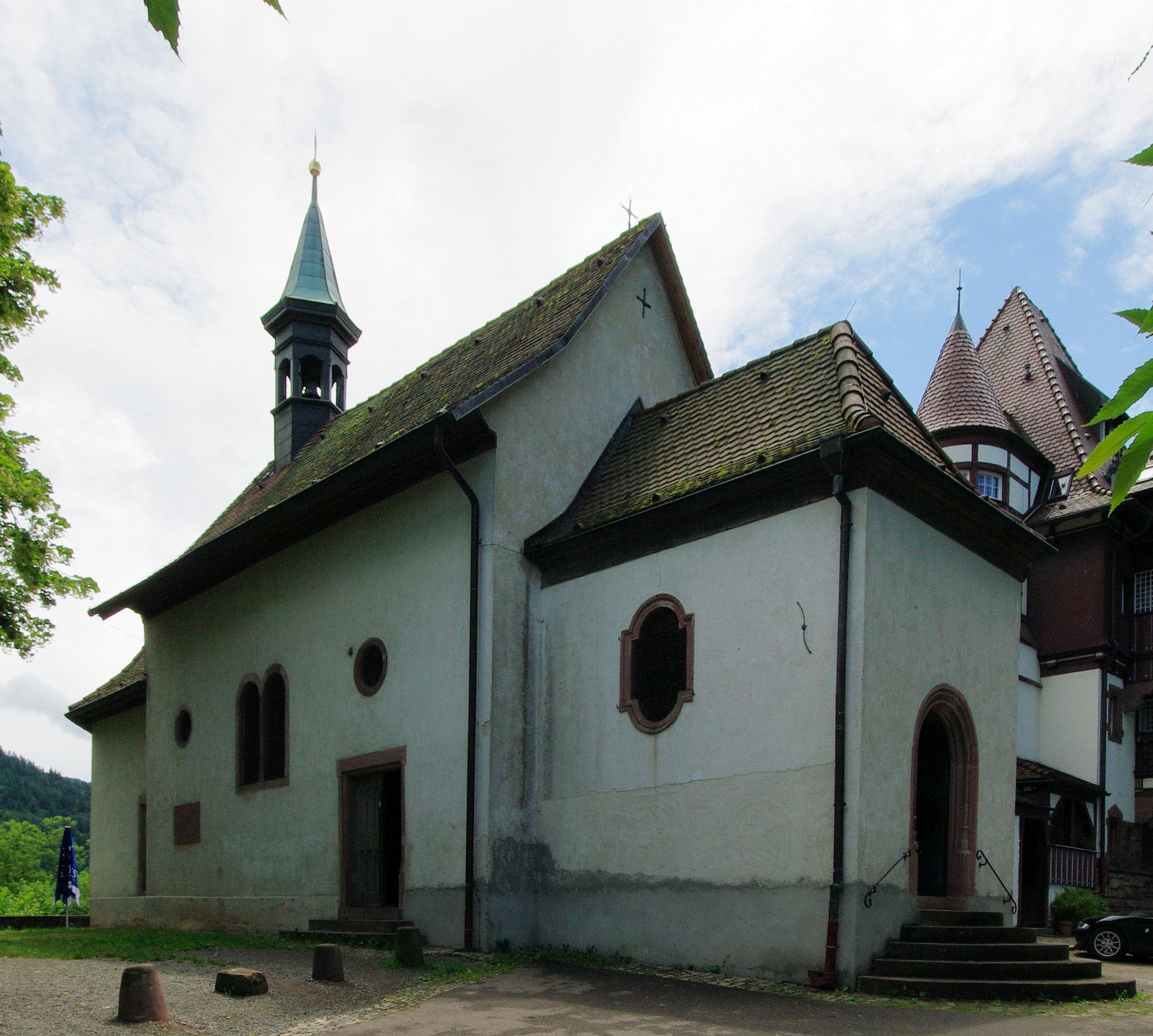
Lorettokapelle in Freiburg im Breisgau (1657)

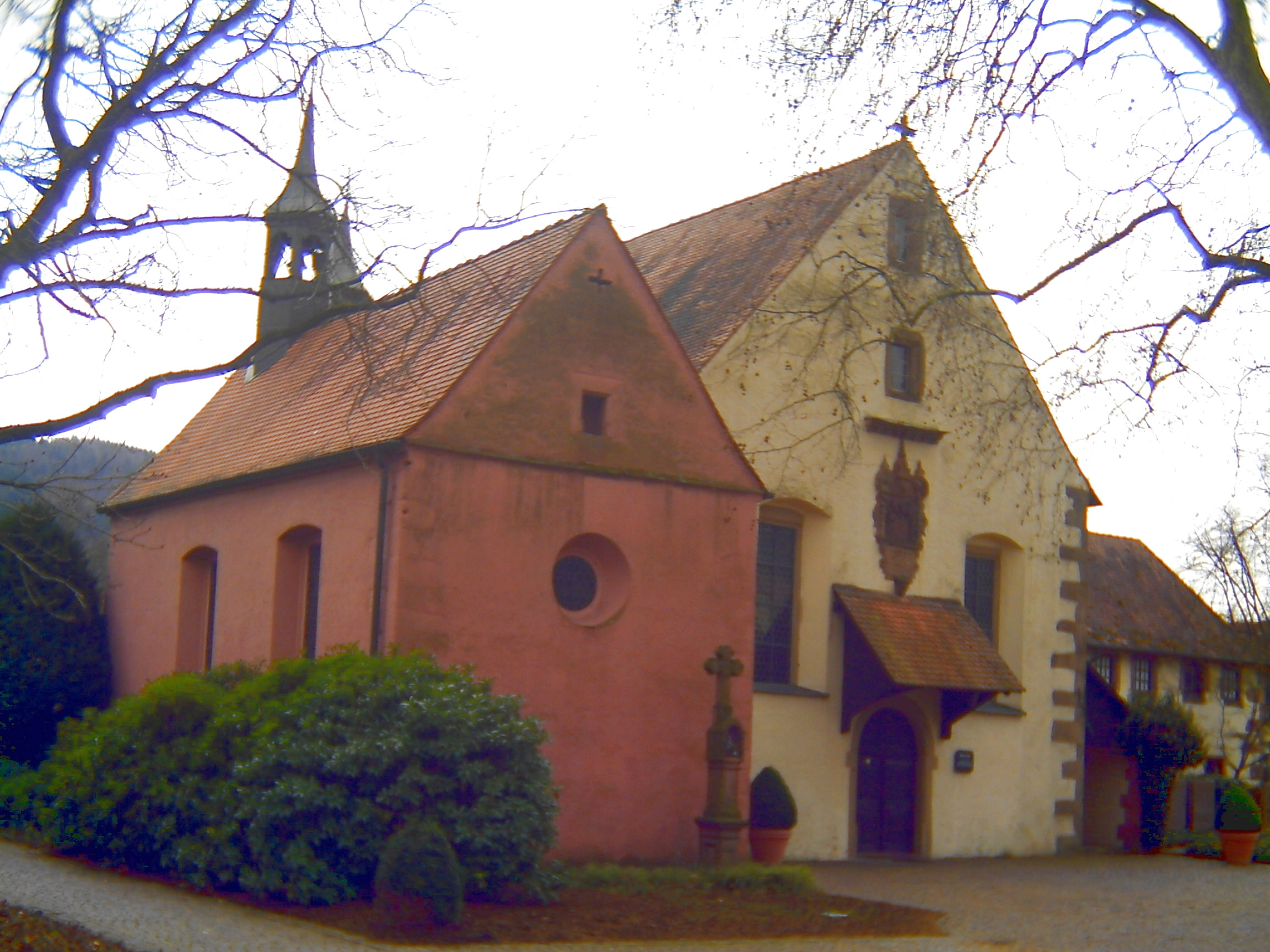
Loretokapelle im Kapuzinerkloster Haslach (1660/1912)

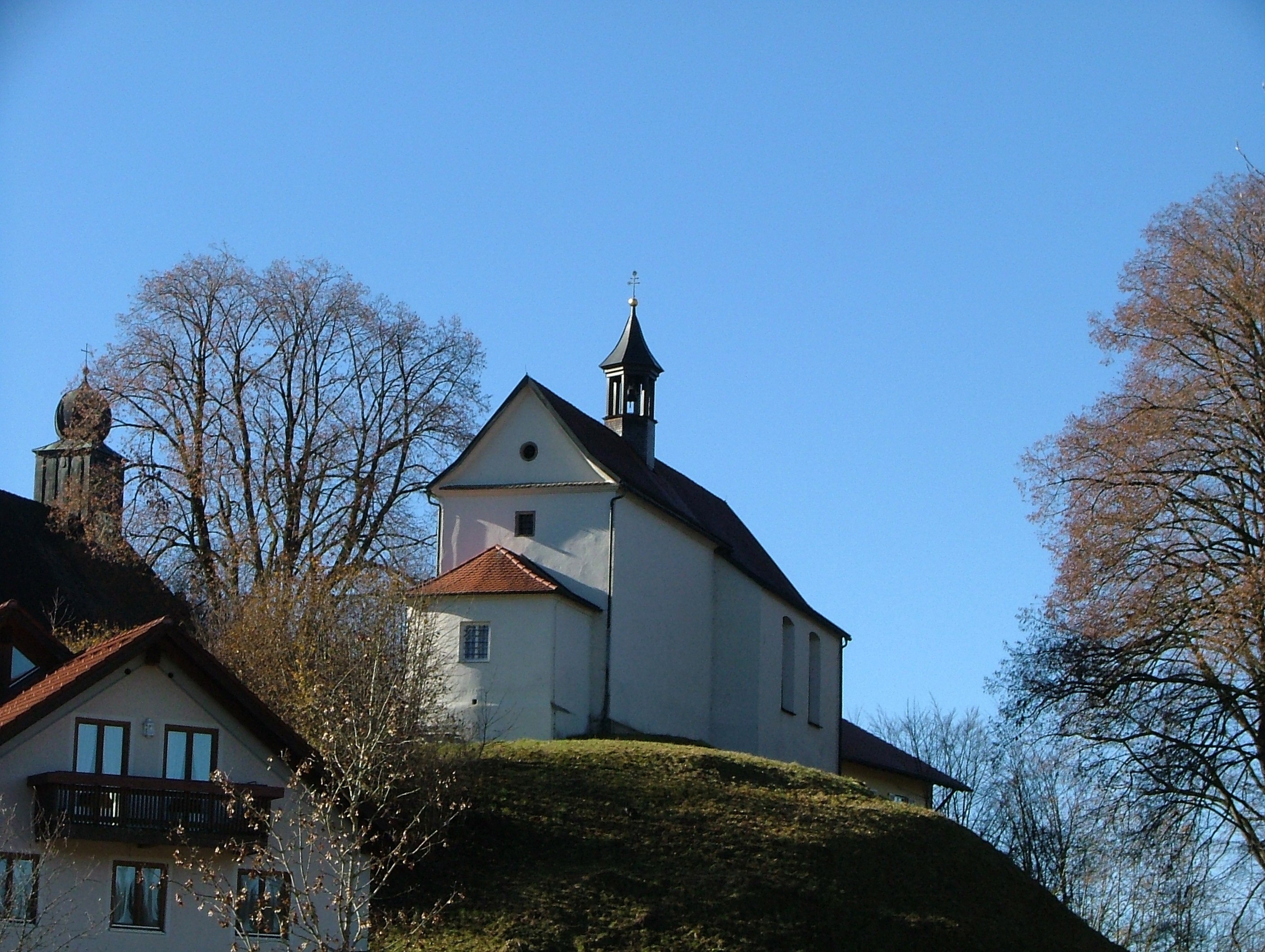
Kapelle in Bühl am Alpsee bei Immenstadt (1666)

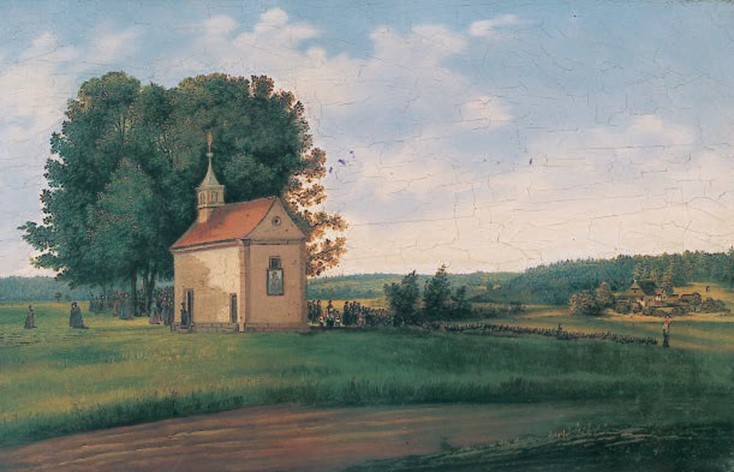
Prozession bei der Loretokapelle in Villingen (1705), Gemälde von Nepomuk Ummenhofer, Villingen 1856

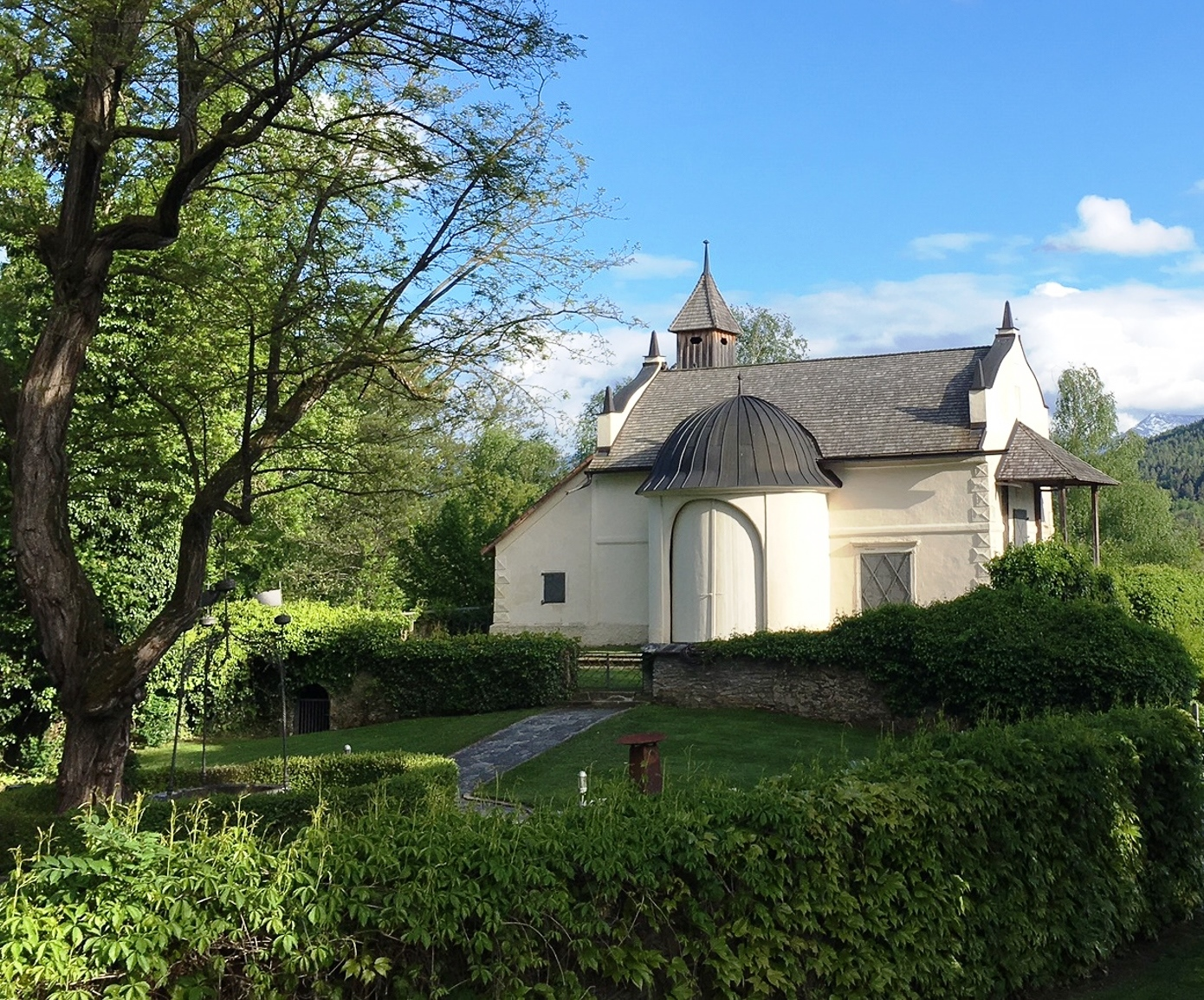
Maria Loretto Kapelle, Klagenfurt am Wörthersee, Österreich

- Loretokapelle im Kloster Aldersbach (1739)
- Loretokapelle (Altomünster) bei Dachau (1737)
- Wallfahrtskirche Mariä Heimsuchung (Angerbach) in Niederbayern (1658)
- Loretokapelle Maria Birkenstein (Fischbachau) (1710)[16]
- Loretokapelle in Brenken bei Büren (1736)[17]
- Loretokapelle (Bühl am Alpsee) bei Immenstadt (1666)
- Loretokapelle Burgau / Schwaben (1692)[18]
- Loretokapelle (Döpshofen), Ortsteil von Gessertshausen bei Augsburg (1601)
- Loretokapelle (Drensteinfurt) bei Warendorf (1726)
- Lorettokapelle (Dürmentingen) bei Biberach an der Riss (1668)
- Loretokapelle in Düsseldorf-Bilk (1685)
- Loretokapelle in Dyckburg, Ortsteil von Münster (1735)
- Loretokapelle in Egesheim bei Balingen (1743)[19]
- Loretokapelle im Kapuzinerkloster Koblenz (1753)
- Loretokapelle in Effeldorf bei Dettelbach, heute Chor der Jakobskirche (1652)[20]
- Loretokapelle in Pfreimd-Eixlberg in der Oberpfalz (1670)
- Loretokapelle in Ellwangen, hinter dem Hochaltar in der Schönenbergkirche (1639)[21]
- Lorettokapelle in Erbendorf in der Oberpfalz (1857)[22]
- Lorettokapelle (Freiburg im Breisgau) (1657)
- Loretokapelle (Geislingen) (1626)[23]
- Loretokapelle im Kapuzinerkloster Haslach (1660/1912)
- Loretokapelle in Herxheim bei Landau/Pfalz, auch Landauer Kapelle genannt (1681)
- Loretokapelle in Hirschberg an der Bergstraße im Schloss Wiser (1737)
- Loretokapelle Mariä Heimsuchung (Holtum), Stadtteil Wegberg, bei Heinsberg (1684)
- Loretokapelle in Hüfingen bei Donaueschingen (1715)[24]
- Loretokapelle mit Heiliger Stiege in Kloster Holzen, südlich der Klosterkirche (nach 1740)[25]
- Loretokapelle Köln, als Casa santa in der Kirche St. Maria in der Kupfergasse (1675)
- Loretto-Kapelle in Konstanz (1637)[26]
- Lorettokapelle (Kronwinkel) in Tannheim bei Biberach (1684)
- Loretokirche im ehem. Kloster Maria Loreto (Landshut) (1623)
- Loretokapelle in der Wallfahrtskirche Mariä Himmelfahrt (Ludwigshafen), Stadtteil Oggersheim (1729)
- Loretokapelle in Mehlmeisel-Unterlind (1686)[27]
- Loretokapelle Neutrauchburg (1686)
- Loretokapelle St. Nikolai am Gasteig (auch Altöttinger Kapelle) in München-Haidhausen (1678)
- ♁ Kuratie- und Wallfahrtskirche St. Maria von Loreto (Westheim), Neusäß bei Augsburg (1602)
- Loretokapelle (Obermedlingen), Ortsteil von Medlingen bei Dillingen an der Donau (1757)
- Loretto-Kapellen (Oberstdorf) (1657)
- Ehemalige Loretokapelle in Regensburg Stadtamhof. Die Kapelle wurde 1643 auf den Ruinen des zerstörten Augustinerchorherrenstifts St. Mang erbaut und ging beim Neubau des Stifts nach 1720 verloren.
- Loretokapelle im Kloster Reutberg, Chorraum der Klosterkirche (1606)[28]
- Lorettokapelle (Rohr in Niederbayern) (um 1670)
- Loretokapelle in Rosenheim (1636)[29]
- Loretokapelle (Scheer) bei Sigmaringen (1628)
- Loretokapelle (Stätzling) bei Friedberg (Bayern) (1688)
- Loretokapelle in Stockach, Bodensee (1727)[30][31]
- Loretokapelle im Kapuzinerkloster Stühlingen in Baden, Kapelle hinter dem Altarraum (1680)[32]
- Loretokapelle (Sulzbach-Rosenberg, Annaberg) (1753)
- Loretokapelle (Tettnang) (1624)
- Loretokapelle (Thyrnau) bei Passau (1622)
- Loretokapelle (Türkheim) im Landkreis Unterallgäu (1683)
- Lorettokapelle (Villingen)-Schwenningen, (1706)
- St. Johannes Baptista (Weiler) (1674)
- Loretokapelle in der Kapelle Klein-Jerusalem in Willich-Neersen[33]
- Loretokapelle (Wolfegg) bei Ravensburg (1668)
- Loretokapelle in Zwiefalten (18. Jh.)

### Österreich
Burgenland
- ♁ Basilika Maria Loretto im Burgenland in Loretto (Burgenland) mit Loretokapelle im Kreuzgang (1644)

Kärnten
- Kapelle im Schloss Maria-Loretto am Wörthersee (1660/1768) (Stadtbezirk Klagenfurt)
- Loretokapelle im Stift Millstatt (15. Jh.)
- ♁ Wallfahrtskirche Maria Loreto (St. Andrä) (1647/1683)
- Maria Loreto (Straßburg), Kärnten (1650)
- Kalvarienbergkapelle (Sankt Veit an der Glan) (1658)

Niederösterreich
- Loretokapelle neben der Kirche im Schloss Walpersdorf (1619)
- Kapellenanbau an der Pfarrkirche Straß im Straßertale (1637)

Oberösterreich
- Loretokapelle in Pfarrkirchen im Mühlkreis (1693)
- Loretokapelle in Steyr, Christkindlweg (1876)

Salzburg
- ♁ Loretokirche (Salzburg) (1633), Klosterkirche der Kapuzinerinnen von der Ewigen Anbetung, mit dem Loretokindl
- Lorettokapelle St. Jakob am Thurn, Gemeinde Puch bei Hallein (1754)

Steiermark
- Maria-Loretto-Kapelle (Gaal)
- Loretokapelle Barmherzigenkirche (Graz) (1651)
- Loreto-Kirche Gutenberg an der Raabklamm (1691)
- Loretokapelle an der Stiftskirche Neuberg (zweite Hälfte des 15. Jahrhunderts)
- Loretto-Kapelle Burg Oberkapfenberg (ca. 1850/1972)
- Lorettokapelle im Schloss Festenburg in Sankt Lorenzen am Wechsel (1709)
- Loretokapelle bei der Dreifaltigkeitskirche (Trofaiach) (1713)
- Lorettokapelle im Stift Vorau der Augustiner-Chorherren (ca. 1700)

Tirol
- Maria Klobenstein (1701), in Kössen
- Loretokapelle (Längenfeld) (1732)
- Lorettokapelle (Thaur) bei Hall (1589), älteste Loreto-Wallfahrt im deutschsprachigen Raum

Vorarlberg
- Lorettokapelle (Lustenau) (1645/1730)
- Loretokapelle in der Basilika Rankweil (1657)

Wien
- ♁ Pfarrkirche Jedlesee, Maria-Loretto-Kirche (1713/1779)
- Loretokapelle (Augustinerkirche Wien) (1784)

### Schweiz

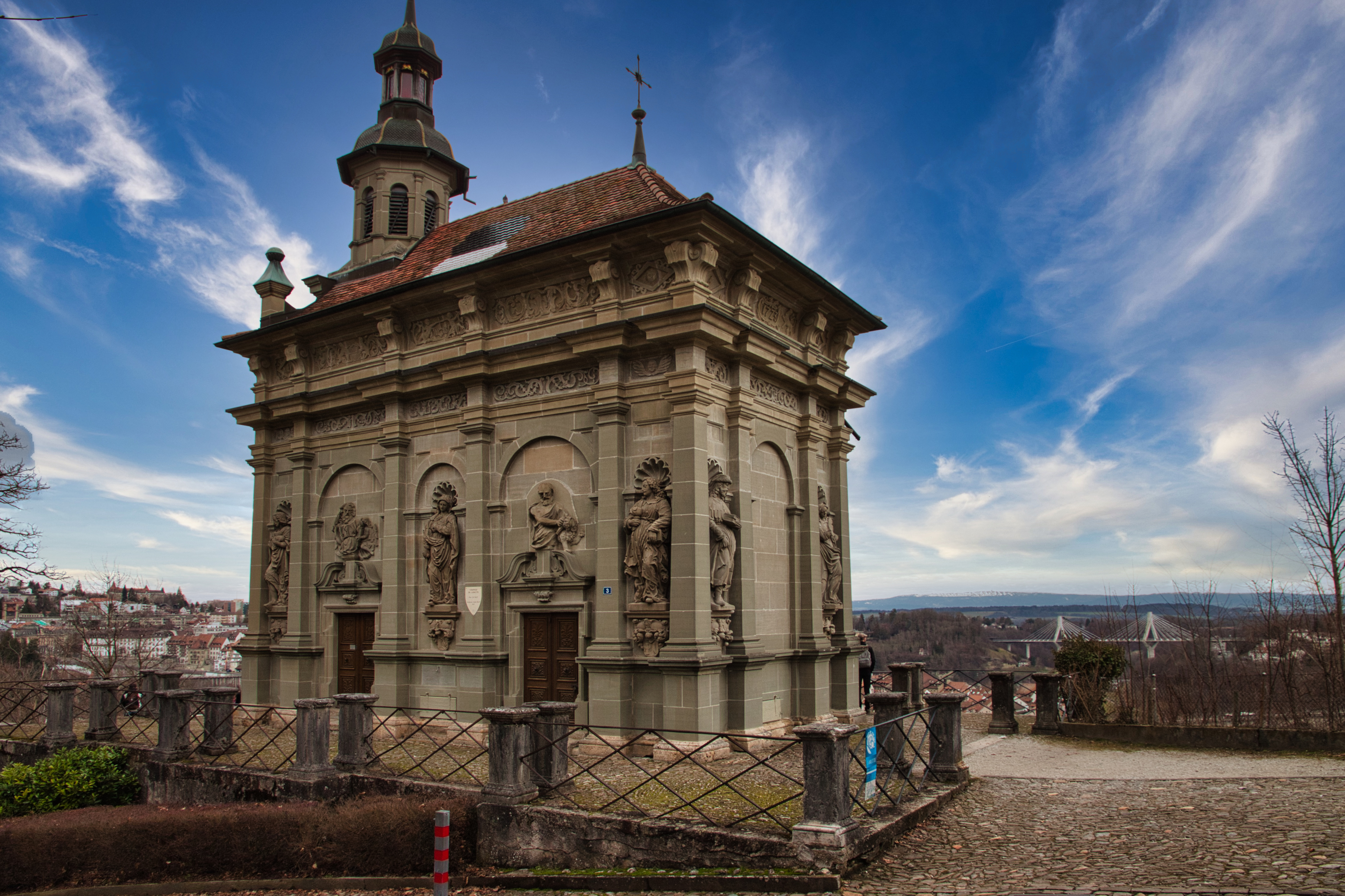
Loretokapelle (1647-1648) in Freiburg i. Üe. von Atelier Reyff

- Loretokapelle (Freiburg i. Üe.) (1647-1648)
- Loretokapelle in der Wallfahrtskirche Hergiswald (Kriens) (1648)
- Loretokapelle in Solothurn (1649)
- Loretokapelle auf dem Ennerberg, Buochs (Nidwalden)
- Loretokapelle in Bürglen (UR) (1661)
- Loretokapelle Klingnau (1662)
- Loretokapelle (Leibstadt) (1672)
- Loretokapelle in Lichtensteig (Toggenburg) (1678)
- Loretokapelle in Mägenwil (1699)
- Loretokapelle (Kloster Muri), Aargau (1698), seit 1970 mit Habsburgergruft
- Kapelle Wilen Wartegg in Rorschacherberg
- Dorfkapelle Maria Lauretana in Sarnen/OW, Dorfplatz (1662)[34]
- Loretokapelle Chromen in Tuggen (1693)
- Loretokapelle Biberegg bei Rothenthurm SZ (1701)
- Loretokapelle in Zug, an der Löbernstrasse (1703)

### Frankreich
- Lorettokapelle in Murbach (Elsass) (1693)
- Notre-Dame-de-Lorette bei Ablain-Saint-Nazaire (18. Jh.)
- ♁ Notre-Dame-de-Lorette (Paris) (1823)

### Italien
- ♁  Basilika vom Heiligen Haus in Loreto in der Region Marken (1468–1587)
- Santa Maria di Loreto (Rom) (1522–1573)

Südtirol
- Wallfahrtskirche Maria Saalen bei St. Lorenzen (1653)
- Loretokapelle beim Kapuzinerkloster Klausen (1702)
- Loretokirche in Steinhaus im Ahrntal (1704)
- Loretokapelle in Winnebach (1650)

### Kroatien
- Kirche Gospa Loretska im Franziskanerkloster Kuna

### Luxemburg
- Loretokapelle in Clerf (1762)

### Niederlande
- Loretokapelle in Thorn (Limburg)

### Polen
- Loretokapelle (Oberglogau), Oberschlesien (1630) (Domek loretański w Głogówku)
- Loretokapelle (Leubus) (um 1710)

### Portugal
- Igreja do Loreto in Lissabon (1755/1785)

### Slowakei
- Loretokapelle in der Franziskanerkirche (Bratislava) (1756)

### Tschechien
- ♁ Loretokloster Prager Loreto auf dem Hradschin in Prag (1626)
- Loretokapelle in Kloster Hájek bei Prag (1630)
- Loretokapelle in Mikulov (ca. 1650)
- Maria Loreto (Starý Hrozňatov) bei Cheb (1663)
- Wallfahrtskirche Maria Loreto in Bor u Tachova (1668)
- Loretokapelle im ehemaligen Augustinerkloster in Böhmisch Leipa (Česká Lípa) (1698)
- Loretokapelle in Rumburk (1704)[35]
- Loretokapelle in der Minoritenkirche in Brünn (1733)
- Loreto chapel in Týnec (Bezirk Klatovy) (1783)[36]

## Kapellen mit historischer Architektur oder Einrichtung

### Deutschland
- Wallfahrtskirche St. Maria von Loreto (Westheim), Neusäß bei Augsburg (1602)[37]
- Loretokapelle im Kloster Reutberg, Chorraum der Klosterkirche (1606)[38]
- Lorettokapelle in Konstanz, Ortsteil Allmannsdorf, Staaderberg (1637)[39][40]
- Lorettokapelle auf dem Lorettoberg in Freiburg im Breisgau (1657)[41]
- Loretokapelle im Kapuzinerkloster Haslach (1660/1912)[42]
- Loretokapelle in Bühl am Alpsee (1666)[43]
- Loretokapelle (Wolfegg) bei Ravensburg (1668)[44]
- Lorettokapelle in Villingen-Schwenningen Ortsteil Villingen (1705)[45]

### Österreich
- Loretokapelle in Pfarrkirchen im Mühlkreis, Oberösterreich (1694)[46]
- Loretokapelle in Steyr (1876)[47]
- Kapelle Maria Loretto, Klagenfurt, Kärnten[48]

### Schweiz
- Loretokapelle in Freiburg im Üechtland (1648)[49][50]
- Loretokapelle in der Wallfahrtskirche Hergiswald (Kriens) (1648)[51]
- Loretokapelle in Solothurn (1649)[52]

### Frankreich (Elsass)
- Lorettokapelle in Murbach (Elsass) (1693)

### Tschechien
- Loretokloster Prager Loreto auf dem Hradschin in Prag (1626/1750)
- Loreto-Kapelle in Bor / Haid bei Tachov / Tachau (1668, 1683 Anbau Kreuzgang)[53]

### Polen
- Loretokapelle (Oberglogau), Oberschlesien (1630)